# Sălaj
Sălaj är ett län (județ) i Rumänien med 245 813 invånare (2018). Det har 1 municipiu, 4 städer och 56 kommuner

## Municipiu
- Zalău

## Städer
- Cehu Silvaniei
- Jibou
- Sarmasag
- Șimleu Silvaniei

## Kommuner
| - Agrij - Almașu - Băbeni - Bălan - Bănișor - Benesat - Bobota - Bocșa - Boghiș - Buciumi - Camăr - Carastelec - Chieșd - Cizer - Coșeiu | - Crasna - Creaca - Crișeni - Cristolț - Cuzăplac - Dobrin - Dragu - Fildu de Jos - Gâlgău - Gârbou - Halmășd - Hereclean - Hida - Horoatu Crasnei | - Ileanda - Ip - Letca - Lozna - Măeriște - Marca - Meseșenii de Jos - Mirșid - Năpradea - Nușfalău - Pericei - Plopiș - Poiana Blenchii - Românași | - Rus - Sălățig - Sâg - Sânmihaiu Almașului - Someș-Odorhei - Surduc - Șamșud - Sărmășag - Șimișna - Treznea - Valcău de Jos - Vârșolț - Zalha - Zimbor |